# NGC 6227
Désignations
NGC 6227 est un groupe d'étoiles situé dans la constellation du Scorpion. L'astronome britannique John Herschel a enregistré la position de ce groupe le 5 juin 1834.

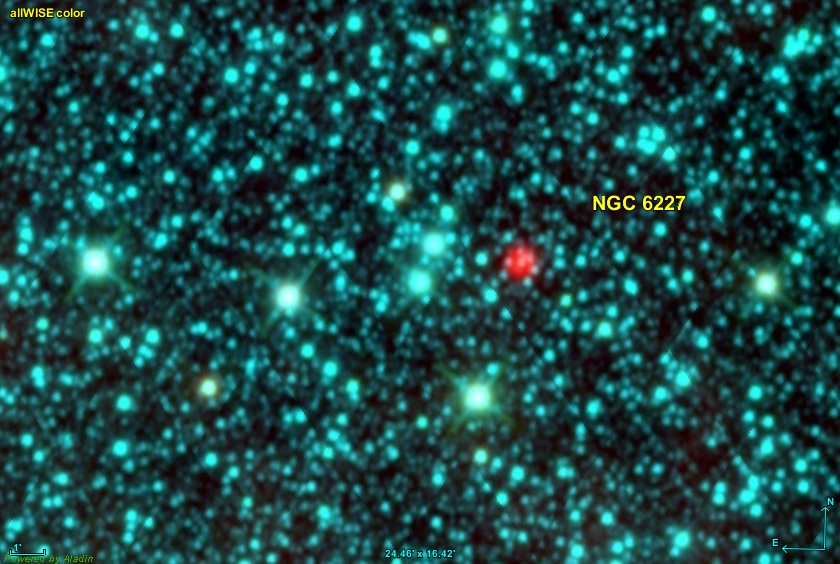
Les étoiles de NGC 6227 vues dans le domaine de l'infrarouge par le relevé WISE.

Étant donné sa magnitude apparente de 5,22, ce groupe d'étoiles est à peine visible à l'œil nu.